# Szymon Sajnok
Szymon Sajnok (Kartuzy, 24 de agosto de 1997) es un deportista polaco que compite en ciclismo en las modalidades de pista y ruta.
Ganó una medalla de oro en el Campeonato Mundial de Ciclismo en Pista de 2018, en la prueba de ómnium. Participó en los Juegos Olímpicos de Tokio 2020, ocupando el octavo lugar en la prueba de madison.

## Medallero internacional
| Campeonato Mundial | Campeonato Mundial       | Campeonato Mundial | Campeonato Mundial |
| Año                | Lugar                    | Medalla            | Competición        |
| ------------------ | ------------------------ | ------------------ | ------------------ |
| 2018               | Apeldoorn (Países Bajos) | Medalla de oro     | Ómnium             |

## Palmarés
2017
- 1 etapa del Tour de Kumano

2018
- Dookoła Mazowsza, más 3 etapas

2020
- 2.º en el Campeonato de Polonia en Ruta

2024
- 3.º en el Campeonato de Polonia Contrarreloj

## Resultados en Grandes Vueltas
| Carrera | Carrera         | 2017 | 2018 | 2019  | 2020 | 2021 | 2022 | 2023 | 2024 |
| ------- | --------------- | ---- | ---- | ----- | ---- | ---- | ---- | ---- | ---- |
|         | Giro de Italia  | —    | —    | —     | —    | —    | —    | —    | —    |
|         | Tour de Francia | —    | —    | —     | —    | —    | —    | —    | —    |
|         | Vuelta a España | —    | —    | 142.º | —    | —    | —    | —    | —    |

| —: No participó | Ab: Abandono |